# Marcel Van
Marcel Nguyễn Tân Văn (Ngăm Giáo, Bắc Ninh, Vietname, 15 de março de 1928 - Yên Bình Yen Bai, Vietname do Norte, 10 de julho de 1959) foi um religioso da ordem dos redentoristas que morreu num campo de prisioneiros e cuja causa de beatificação está em curso.

## Vida
O Servo de Deus Marcel Van nasceu fruto de uma família católica: sua mãe, Ana Maria, era agricultora e trabalhava em um campo de arroz, e às vezes assumia a função de parteira; o seu pai, Joaquim Triet, era alfaite. Sempre aos cuidados zelosos de sua mãe ele teve uma educação religiosa sólida baseada no carinho e na piedade, tanto que quando a sua irmã, Ana Lê, nasceu, ele a tinha como o seu pequeno tesouro.
O seu desenvolvimento espiritual começou desde cedo sob dedicada orientação de sua mãe e umas das avós e incrivelmente mesmo tão novo era de uma profundidade singular e mesmo assim, como qualquer criança gostava de brincar, ao ponto de deixar a refeição. Era realmente incrível para uma criança gostar de rezar o terço e brincar de fazer procissões.
Mesmo a sua Mãe lhe educando na fé desde pequeno a sua tia seria mais adequada para uma educação mais avançada. Assim, depois do nascimento de sua irmã, quando ele ainda tinha 4 anos, foi levado para morar na casa de sua tia. A sua tia ensinava e contava a história dos santos, e ele costumava dizer que queria ser santo, mas era tão pequenino que dizia que seria um santo de bolso.

Voltou para casa dos seus pais aos seis anos de idade, e não demorou muito para fazer o catecismo e sua primeira comunhão. Com bastante felicidade ele sabia de cor todas as respostas do catecismo. ao ponto que o padre disse:
“Nunca pensei que esta criança fosse tão esperta e inteligente".
No confessionário ele era tão pequeno que mesmo em pé não alcançava a grade do confessionário, então providenciaram um genuflexório para aumentar a altura. Ele queria muito o diálogo com Jesus, e num ato de generosidade ele oferece a Deus sua primeira comunhão pelo seu pai, pois infelizmente após o seu irmão Liêt ficar cego, o pobre homem tinha se entregado ao jogo e a bebida, ao ponto de esquecer a família. Marcel Van decididamente fez uma promessa de não beber vinho por toda a vida. Não passou muito até receber o crisma e claramente desejava ser padre e a partir da primeira comunhão este desejo se tornou cada vez mais forte.

### Idade escolar
Finalmente Marcel Van começou a frequentar a escola, embora tenha ficado doente - era uma fatídica crise de ansiedade -, motivada pelos maus-tratos que recebiam de seu professor, que tinha um gênio amargo e intragável, tanto que batia assiduamente nos alunos, na época era comum alguns castigos físicos na escola, como a palmatória e alguns até penosos como castigo de ajoelhar no milho, mas com o fim de educar e disciplinar, mesmo que não sejam os mais adequados para isso, todavia, com o professor de Marcel Van claramente a motivação não era educar e disciplinar, estava mais para uma sessão de tortura.
Em 1935 a sua mãe, a senhora Maû, visita o Padre Nhá, pároco de Huu Bang. Esta foi a primeira vez que ele pode vê uma cidade grande. Voltando para casa, ele ficou matriculado na escola paroquial, pensando já adentrar aos portões da vida sacerdotal. O Padre Joseph Nhá ficou realmente encantado com a inteligência do rapaz e logo o admitiu como aspirante ao sacerdócio. Apenas com sete anos de idade, em uma semana já tinha aprendido o oficio então passou a ajudar na missa.
O pequeno Marcel era realmente um aluno prodigioso, de inteligência direcionada a vida religiosa e de perspicácia acima da maioria das crianças em sua idade, infelizmente, tantos talentos despertaram invejas e ciúmes de seus colegas. Não por soberba, mas por compreender-se e notoriamente demonstrar um conhecimento religioso avançado, acabou também recebendo por parte dos catequistas a inimizade. Tanto que o chefe dos catequistas decidiu perseguir e maltratar a criança, inclusive sob pretexto de "formação à vida perfeita" chicoteava a pobre criança ao ponto dela não poder deitar-se ou sentar-se. Ele também não podia contar, pois sofria as mais horrendas ameaças. Felizmente uma boa lavadeira descobriu e contou ao padre que de imediato proibiu a prática deste tipo de "formação".
A paz não duraria muito, o padre precisou ausentar-se, e assim como foi a vida de Santa Maria Bertilla Boscardin, que enfrentou várias humilhações e uma irmã invejosa, Marcel Van também. Mesmo o padre tendo repreendido o catequista, o catequista decidiu se vingar durante a ausência do bom padre. Primeiramente deixou a criança quase sem comida, só podia comungar se leva-se uma surra antes, e para não lhe proibir a comunhão de vez lhe propõe uma ação ilícita a que ele recusa prontamente, apesar das ameaças de ser enterrado vivo. Porém lhe tirou os alimentos. Para não morrer de fome teve de deixar de comungar, porém passou a tirar do terço a força para seguir firme e logo o catequista o tirou o terço, ele então pegou umas sementes de fava e passou a passar de um bolso para outro afim de rezar, e prontamente o catequista lhe tirou as sementes de fava também. Sobraram no final os dedos para contar as suas orações, e por fim, o perverso catequista saiu da paróquia sem muitas explicações.
Aos oito anos de idade o pároco o empregou. Todavia, naquela época a compreensão de trabalho não favorecia as crianças que tinham de trabalhar tanto quanto um adulto. O padre estava muito preocupado com a construção da igreja, e isso desleixou muito com a educação e trato que Marcel até então tinha. Não duraria muito para um tufão destruir as plantações de arroz, e o seu sofrimento apenas aumentaria. Os alunos deveriam voltar para as suas famílias, menos ele que era de uma cidade distante e para piorar não tinha noticia da sua família, acabou por ficar na casa paroquial. Logo as notícias chegaram e eram como uma lâmina atravessando o peito do pequeno, o seu pai jogou por completo numa vida de bebida e jogatina, perdeu os campos de arroz e até as pedras que calçavam a frente de sua casa. A sua mãe de mãos atadas teve de lhe comunicar que não tinha condição para lhe enviar roupas e nem dinheiro, mas mesmo num tormento pode lhe contar notícia animadora, havia nascido mais um irmão.
Aos nove anos de idade, em 1937, o padre decidiu o levar a uma visita pastoral e estava indo tudo bem até que o pequeno decidiu subir em um muro e sofrer um acidente grave, ele caiu foi atingido no joelho, felizmente uma boa senhora decidiu cuidar dele por conta própria, a qual ele passou a considerar a sua segunda mãe.

### Fugas
Aos doze anos, em 1940, ele ainda não obtivera o diploma do primário. Havia muito trabalho para ser feito e o pároco não lhe permitia seguir as aulas. Ele decidiu pedir as dispensas e voltar para casa, mas o pároco não permitiu. Ele ainda queria ser padre, mas do jeito que as coisas estavam seguindo ele não conseguiria, então ele decidiu fugir para Ngoc Bao, mas o padre manda o procurar e trazer de volta. E assim passou a morar na casa paroquial de Thai Nguyên. A situação não melhorou em nada e tornou novamente a fugir, desta vez de volta para casa, porém ele voltou como um fugitivo e foi duramente repreendido. A sua mãe pretendia enviá-lo novamente ao pároco, porém a situação financeira não permitia. Então destinou a ele cuidar dos gansos da propriedade. Mas a paz não demorou muito e ele acabou brigando com alguém maior que ele, que lhe fez sofrer, e novamente foi ameaçado. Ele se viu impossibilitado para continuar os seus estudos para padre, então, fugiu de novo, apesar de procurado, conseguiu entrar em um barco que navegava rumo a estação ferroviária.
Na estação conseguiu entrar em um trem lotado com soldados japoneses que o acolheram, primeiramente parando em Vinh Yên e depois em Yên Viên. Onde encontrou duas irmãs franciscanas que viveram com ele em Huu Bang. Elas o levaram para a comunidade que viviam, mas não demorou muito e decidiram que o certo era levá-lo de volta para casa, mas graças a irmã Ngam, sua parente, ele pode viajar em paz, levando algum dinheiro consigo. 

#### Duas semanas de aventura
E Marcel, por medo de voltar para casa, vagou pelas ruas de Ba Ninh, infelizmente não conseguia lugar em um ônibus para ir até a casa da tia. Conseguiu um emprego em um restaurante, mas não lhe pagaram, e depois de três dias saiu e foi procurar outro. Conseguiu trabalhar com uma vendedora de sopa chinesa. Ela afeiçoou-se dele e quis adotá-lo, mas ela era pobre. O irmão dela, não gostava dele e tentou matá-lo com uma faca. Novamente, precisou ir embora. E a história do menino que quase foi degolado espalhou-se por toda a cidade. Muitos nutriam o desejo de adotá-lo, uma até levou-o para casa, porém era pagã. E ele percebeu logo que ela queria vendê-lo, fugiu novamente. E um bom cristão o acolheu, dessa vez a mulher não gostava dele, criticava a sua devoção e o expulsou-o de sua casa. Novamente no olho da rua. Foi obrigado a tornar-se mendigo. Ele permanecia em frente à igreja ou na estação de trem, ficava estendendo a mão aos passantes e após cinco dias estava irreconhecível de tão magro, desalinhado e sujo.

#### Retorno a casa
Ainda pedindo esmolas ele estendeu a sua mão ao seu tio Hang, que suspeitou, mas não o reconheceu. Decidiu mendigar no trem de Bac hinh a Hanói. Ele esperava conseguir dinheiro suficiente para voltar para a casa de sua tia, mas não conseguia nem o suficiente para comer. Uma noite estando em Yên-Viên percebeu que no dia seguinte era o domingo, não alcançou o trem para a cidade, então pegou o trem para Lao-Kay. Desceu na estação de Huong Canh e em seguida entrou na igreja para assistir a missa, escondido, porém os seus antigos colegas o reconheceram e no dia seguinte teve de comparecer diante o velho catequista e humilhar-se ao pedir perdão, pelas semanas de ausência do padre descritas acima. O pároco foi muito duro e o repreendeu. Às doze horas do dia seguinte, Marcel, que escrevera uma carta, sob o pretexto de levá-la ao correio, abandonou Huu Bang, e conseguiu êxito na fuga chegando até a casa de sua tia, Kahn, onde pelo menos teve sossêgo durante duas semanas, mas logo, apesar da insistência de ficar com a sua tia, a sua família o exigiu de volta.
Estando novamente na casa de seus pais, ele foi tratado como um degenerado. O pai continuava na vida pecaminosa, deixando a família sem o que comer, os seus irmãos tinham que trabalhar para sustentar o pai. E a sua mãe não queria o reconhecer como filho. Na época levantou fuga com a irmã, mas foi pego e espancado pelo pai. A situação só piorou pois da escola onde estivera veio uma calúnia que ele tinha roubado trinta moedas das intenções da missa. Não conseguiu se desculpar, porém disse: "Deus conhece a verdade", e inevitavelmente a história de roubo espalhou-se pela aldeia.

O sofrimento tomou conta de todo o seu ser. "Será que Deus também vai me suportar?" - se perguntava, mas mesmo com a amargura do sofrimento o quebrando todo por dentro, não abalou a sua confiança em Nossa Senhora, e à mãe de Deus ele pede socorro. Como se inspirado a dirigir o seu coração ao confessionário assim o fez, e no confessionário depois de ouvir a sua confissão o padre lhe disse:
“Aceita de boa vontade todas essas provações e oferece-as a Deus. Podes crer que se Deus te enviou a cruz, é porque Ele te escolheu”
O humilde aspirante a padre tinha apenas doze anos naquela noite, e ele pôde receber a luz que o sofrimento também trás assim como São Gregório de Narek em seu livro, Livro das Lamentações, já dizia desde o século XI, que o sofrimento é um dom de Deus, e Marcel via com entusiasmo a missão de transformar o sofrimento em alegria.
No final de janeiro de 1941, a sua tia, Kahn, foi visitá-lo e decidiu levá-lo consigo, o que foi ótimo pois lhe trouxe um pouco de paz e sossêgo. Em sua casa ela lhe deu a função de pastagem para o gado, e no tempo extra ele dedicava-se fervorosamente em suas devoções. Desta forma ele podia manter a sua alma em unidade com a Virgem Santíssima e por ela a Deus, que estava sempre presente em seus pensamentos.
Já pela quinta-feira da Ascensão, o Pe. Nhá, pároco de Huu Bang esteve na casa dos pais de Marcel e pediu a eles a sua autorização para que Marcel voltasse, pois a maioria dos meninos que o ajudavam tinham deixado suas funções e agora ele precisava de ajuda, porém para obter o retorno, o padre decidiu reconhecer, em relação ao furto das moedas, que Marcel era inocente e de conduta totalmente irrepreensível e assim Marcel volta.

### Voto de castidade
Aos treze anos, no mês de outubro, ele procurou fazer prosperar a situação espiritual dos meninos da casa paroquial. Pouco tempo antes tivera uma horrível visão dos pecados que despedaçava o mundo, principalmente aqueles contrários à pureza. De prontidão ele pôs-se perante a imagem de Nossa Senhora do Perpetuo Socorro e diz: 
"Que queres que eu faça?" (Marcel Van).
E em seguida sentindo uma felicidade indescritível inundar o seu coração ele diz:
“Oh Mãe, faço voto de conservar a virgindade, com vós durante toda a minha vida".(Marcel Van).
Após fazer os seus votos de castidade não demorou muito, no dia seguinte, para que reunisse os seus colegas para criar uma associação para ajuda mútua e para defender o regulamento e prosperar a vida espiritual na casa paroquial. Firmando a associação a nomearam como o "Grupo dos Anos da Penitência". Eles tinham como fim lutar contra a tibieza, falta de fervor nas orações e a negligência presente principalmente nos mais velhos. Infelizmente isso rendeu-lhes chibatadas.

### Seminário menor de Lagson
Após os festejos natalinos, ainda em 1941, ele recebeu de seu amigo Tân, que era seminarista em Lagson, uma carta que acalentaria o seu coração, a carta anunciava que o padre dominicano, diretor do seminário, estava aceitando com bom grado novas inscrições. E com a permissão do pároco, ele entrou no seminário menor no início de 1942. No início não foi muito fácil, ele tinha uma certa timidez, mas com o tempo ele conseguiu a confiança dos padres, que eram franceses. E isso fez com que ele conseguisse avançar muito rápido em seus estudos e também na vida espiritual, Afinal o que o movia era um desejo insaciável de ser padre.
A vida no seminário estava sendo boa, mas infelizmente seis meses depois, o seminário, teve de declarar suas atividades encerradas, pois não tinham os recursos necessários para continuar a atividade e também porque os japoneses solicitaram a casa. Não tendo outra saída, ele escreveu para o padre Drayer Dufer, a quem fez amizade no seminário, pedindo que ele lhe trouxesse uma solução. Passando mais ou menos dois meses, em 13 de agosto, finalmente chegou a sua resposta, o Padre Dufer conseguiu uma vaga para ele continuar os estudos em Quang Uyen. Desta forma ele pôde continuar com os dominicanos e continuar os seus estudos com mais três colegas, porém, novamente a alegria não demorou muito, veio uma seca arrebatadora que veio com ela queimadas e derreteu os campos a pó. Não vendo alternativa o padre teve de tirar os seminaristas do seminário e mandar para que cada um cuidasse de uma vaca, as levando para pastar nas montanhas. Passando três meses a situação estava bem melhor e puderam retornar aos seus estudos.

### A irmã Teresinha
Ainda em Quang Uyen, Marcel continuava buscando construir uma intimidade com Deus vindo junto um desejo subir os degraus da fé até a santidade. Por lógica decidiu estudar a vida dos santos, mas o que conseguiu ler foi muito desencorajador, mas isso não o desanimou, pediu à Santíssima Virgem Maria que o guiasse para escolher os melhores livros espirituais. Por fim pegou o livro de Santa Teresinha do Menino Jesus, História de uma alma.

Santa Teresinha tinha uma vontade fervorosa de ser missionária, inclusive é a padroeira das missões, Santa Teresinha sonhava em ir ao Vietnã para evangelizar, mas o seu carisma era diferente, porém, ela tinha que viver com esse fogo divino que ardia dentro dela pelas almas, de forma oculta. Por fim a melhor forma dela descrever a sua vocação foi simplesmente dizendo:
“No coração da Igreja, minha mãe, serei amor!” 9Santa Teresinha do Menino Jesus).
Ao abrir o livro da santa carmelita ele de imediato nutriu por Santa Teresinha um afeto de irmão caçula, e pelo jeito ela também nutria o mesmo para com ele. Numa certa manhã, estava Marcel Van contemplando o nascer do sol que pairava em seu olhar, até ser interrompido por uma voz que disse:
"Van, Van, meu irmãozinho!"  (Santa Teresinha).
Ele de alguma forma reconheceu aquela voz e a perguntou:
"Teresinha, minha irmã?" (Marcel Van).
E ela o respondeu:
"Sim, eu mesmo. Deus quer que as lições de amor que ele me ensinou outrora, no segredo da minha alma se perpetuem no mundo, por isso dignou-se escolher você como pequeno secretário, para executar o trabalho que deseja confiar-lhe. Você sempre caminhou no seguimento de Deus, procurando vivamente dar-lhe prazer. É nisso precisamente que consiste a santidade. Irmãozinho, siga meu conselho: esteja sempre atento em oferecer a Deus o seu coração, os seus pensamentos e todas as suas ações. Nosso Pai celeste não despreza as pequenas coisas. De agora em diante, irmãozinho, em sua relação com o Pai, siga os meus conselhos". (Santa Teresinha)
Parece que com o pequeno Marcel, ela, Santa Teresinha, encontrou a alma certa! Ele realmente viveu com ela e sob sua orientação, a sublime aventura da intimidade com Jesus e todas as exigências que isso acarreta para a salvação das almas.
Um pouco mais tarde, já a tarde, ele saiu à francesa e retornou até o pé da montanha que mais cedo tinha escutado a voz de Teresinha e novamente ela falou com ele, o ensinou como conversar familiarmente com Deus, além de lhe recordar que é uma necessidade rezar pelas crianças, sacerdotes e pecadores.

Ele continuou conversando com Santa Teresinha em outras ocasiões e um dia ela pediu permissão para lhe dizer algo que talvez o entristeça e logo o disse: 
"Deus me deu a conhecer que você não será padre... o estado de vida mais excelente é o de se conformar em tudo com  a Vontade de Deus...Você será religioso. A Virgem Santíssima lhe dará a conhecer a congregação na qual deverá entrar".
Ele sonhou limpando um armário onde encontrara muitas revistas N. Sra. P. Socorro, que eram publicadas pelos redentoristas de Hanói. Ao lê-as impregnou o seu coração com um desejo abrasador de adentrar aos portões da Congregação do Santíssimo Redentor. Santa Teresinha tratou de confirmar que ele foi chamado a adentrar nos redentoristas, porém, ela também tratou de alertá-lo dizendo:
"Se você quiser se tornar religioso redentorista deverá aceitar ser maltratado como o foi Jesus Redentor". (Santa Teresinha).
Quase que de imediato os sofrimentos começaram, o padre ao qual ele era dependente ao ouvir que ele estava pronto pro juvenato não gostou nem um pouco da ideia dele ir para os redentoristas, ele ficou muito irritado pois se não fosse ele reivindicar os alimentos solicitado pelas crianças, eles não teriam o que comer, de prontidão indicou os dominicanos, mas como ele queria os Redentoristas, o padre tratou de expulsá-lo. Não tendo alternativa ele voltou à paróquia de Huu Bang, mas não passou pela casa dos pais. Depois ele decidiu ir, onde a mãe lhe dá com bom grado o consentimento para ele entrar nos redentoristas, sob a condição que o pároco esteja de acordo.
Ele escreveu ao juvenato dos redentoristas, usando um endereço ilegível com o fim do pároco não descobrir, todavia, o superior do juvenato respondeu ao pároco para saber quem era o rapaz. O velho pároco de Huu Bang sentiu-se ofendido e retirou toda a sua ajuda. Ele escreveu uma segunda carta, mas a resposta foi desanimadora, responderam-lhe que caso ele quisesse ser padre  ele podria ir para o juvenato e caso quisesse ser irmão deveria esperar três anos. Tentou outras vezes sem êxito, porém Santa Teresinha o aconselha a manter correspondência e assim manteve correspondência com os padres, até escrever para o Padre Antônio Boucher, que na época era mestre dos noviços e quem lhe ensinou sobre a vida redentorista.
O pároco quando fazia as suas visitas pastorais, deixa com Marcel a tarefa da catequese das crianças, tarefa da qual os outros fugiam, mas ele amava fazê-las, e ele sabia muito bem como lidar com elas, ele brincava e aos mesmo tempo as ensinava. Era claro no olhar dele o amor que nutria pelas crianças, este amor era por causa de suas almas puras e seus corações habitados por Deus.

### A despedida da família
Em junho de 1944, Marceu finalmente recebeu a carta de Padre Mauricio Letorneau, recebida com alegria, afinal, ele foi autorizado a imediatamente entrar no convento. Porém, isto exigia um enxoval, mas as condições de sua família não tinham melhorado em nada; depois do que ocorrera anteriormente, o padre Nhá não quis mais ajudá-lo financeiramente; a senhorita Sal, sua boa amiga também não quis ajudá-lo, muitos  tiveram de engolir seco a sua decisão de adentrar os portões dos redentoristas, a senhorita Sal ficou até decepcionada, principalmente porque ela nutria a vontade que Marcel pudesse tomar a sua filha em casamento. Em 27 de junho ele decidiu se retirar da casa paroquial e voltar para a casa dos seus pais.
Mesmo com tantas dificuldades, a família conseguiu comprar o que era necessário, pois uma boa parte era opcional. No dia quinze do mês seguinte, ele foi com a família assistir a missa. Um dos seus irmãos, adotado, lhe dá o seu sapato de couro para completar o seu enxoval, a sua mãe lhe dá bons conselhos, mas infelizmente o seu sofrimento ainda não tinha terminado, ele foi roubado por guardadores de búfalos pouco adiante. A sua mãe o defende. Passou a noite na casa paroquial, no dia seguinte tomou o trem para Hanói e logo às nove da manhã adentrou as portas do convento redentorista.
Finalmente o padre Létorneau o acolheu e com benevolência, vendo o seu tamanho físico, ele ficou realmente impressionado que o jovem só tivesse dezesseis anos, todavia o padre Couture não compreendeu bem, disse que o jovem, Marcel, entrasse no juvenato para ser padre, porém, Marcel já conhecendo a sua vocação negou esta possibilidade, o que fez o padre Couture manda-lhe de volta para casa.
Em casa a sua mãe o acolheu bem e escreveu ao superior pedindo, explicando e justificando os motivos com os quais ele deveria aceitá-lo de volta. No dia primeiro de agosto ele voltou para o convento, mas não foi aceito na comunidade e o colocaram no porão onde dormia o porteiro. Ficou naquele porão por cerca de dois meses e meio. Era um sofrimento, mas pode sentir a sublime consolação de Santa Teresinha.

### Aceitação
Durante a festa de São Geraldo, Marcel havia-se dedicado a fazer uma novena com bastante fervor na intenção de ser admitido no convento no dia 16 de outubro, mas os dias foram se passando e apenas no dia 18 nutriu resultado. Porém no dia anterior, 17 de outubro, Santa Teresinha o aconselhou a ir ao locutório para desejar ao reitor boas festas. Assim fez Marcel, sendo recebido pelo padre Panfílio Couture, o padre que o rejeitara uma vez, que o recebe com alegria e o acolhe finalmente na comunidade. Foi bem acolhido e recebeu um quarto.
Mas assim como em qualquer trabalho existem cruzes e não era diferente no convento, o ridicularizavam por ser tão pequeno, e por ser pequeno era difícil para ele realizar tarefas de esforço continuados e pesados, assim como Santa Teresinha havia levado o nome de preguiçosa ele também o levou. Mas era focado em conseguir os dons dos confrades e logo recebera o nome de Marcel. Foi do interesse dele ser chamado de Marcel do Menino Jesus, mas o superior não permitiu.

### Intimidade com Jesus
Marcel Van, assim como vários santos na história da igreja, pôde conversar diretamente com Jesus. Tudo começou durante uma tarde, ele relatou ao seu superior lhe endereçando uma carta. Nesta tarde ele estava trabalhando e pensando no amor de Jesus sofredor e ele pôde sentir o amor de Deus e pôde sentir a presença de Deus próximo a ele. Marcel pôde observar como Deus o amava imensamente e este sentimento os transbordava de alegria. Então durante este deleite o dulcissímo Jesus quebrou o silêncio e disse:

"Marcel, você me ama muito?" (Jesus Cristo).

E ele o respodeu com uma alegria indescritivel:

"Sim, meu Deus, eu te amo muito. Fora de ti não sei o que poderia amar, Eu te amo muito, muito..." (Marcel Van).
Este só foi o início da intimidade com Deus, ele passou a se comunicar com Nosso Senhor tanto como já se Comunicava com Santa Teresinha. Nosso Senhor, inclusive o instruía e o ensinava, mas pedia que ele transmitisse o que aprendia.
Ele conseguiu compreender bem como o mal pairava sobre o mundo, porém ele com seus encontros e conversas com Jesus também pôde provar a infinita misericórdia de Deus com os pecadores, inclusive o seu pai que voltou a confessar e comungar como um bom católico.

### Noviciado e profissão de religioso
A ascensão espiritual dele teve sua origem na noite de Natal de 1940, quando ele pôde descobrir o caminho que o Senhor lhe propunha:

“O sentido misterioso do sofrimento me escapa. Deus me fez compreender que o sofrimento é Sua santa e misteriosa vontade, é o presente do Amor” Marcel Van).
Em agosto de 1945 ele finalmente foi admitido ao noviciado. Foi uma notícia que o abrasou de felicidade e chegou quando ele não estava esperando. O seu noviciado foi marcado pela presença real de Jesus em cada passo, era o seu companheiro e andava junto com ele sem cessar, até o final daquele ano de prova, tanto que em sua autobiografia Marcel escreveu:
“Comecei meu noviciado e, a partir desse dia, Jesus, como companheiro de viagem, não cessou de caminhar comigo até o fim deste ano de prova. Durante este tempo o senhor sabe muito bem, Padre, quais foram os meus sentimentos e as transformações operadas em minha alma, porque já me escutou contar-lhe isso, e penso que não preciso dar mais explicações. Sim, realmente Jesus-Marcel e Marcel-Jesus são dois nomes que se fazem um, e o senhor, Padre, foi testemunha desta união desde o princípio. Então, já a conhece,  e penso inclusive que a conhece melhor do que eu” (Marcel Van).
Finalmente no dia 8 de setembro do ano seguinte, foi recebido por ele como dia de triplamente feliz, primeiro, porque a sua profissão foi justamente no dia da Natividade de Nossa Senhora, segundo, porque era o aniversário da profissão religiosa de sua irmãzinha do céu, Santa Teresinha e em terceiro pois depois de tantas dificuldades e de esperar tanto tempo ele finalmente conseguiu o que tanto esperava e fez a sua profissão naquele dia.
Assim como os poemas fervorosos de Santa Teresa de Ávila e de São João da Cruz, este momento da vida de Marcel era como se fosse a personificação dos poemas mais abrasadores dos santos carmelitas, ele sentiu uma alegria acalorada em doar a si mesmo a Deus, aquela festa de profissão era bela e ele, o feliz professo, teria morrido verdadeiramente de amor se fosse o propósito de sua vida que nas mãos de Jesus estava planejado conduzi-lo para o calvário, para morrer na cruz assim como ele. E claramente o irmão Marcel pressentiu, inclusive escreveu em seu diário pessoal:
“Quando se realizará esta visão longínqua, da qual tenho sede atualmente, como um homem que chegou aos limites da sua força?” (Marcel Van).

### Vivencia em comunidade
Na sua vida como irmão redentorista ele passou por muitas comunidades, como as que veremos a seguir:
- Comunidade de Hanói: Logo após a sua profissão religiosa ele foi nomeado alfaiate, de início ele ficou um pouco apreensivo, mas o reitor foi confiante com ele e o confiou o serviço, inclusive tendo fé que em suas dificuldades como alfaiate, Deus iria ajudá-lo, e realmente o pouco experiente Marcel foi um excelente alfaiate, mas teve de passar um tempo como sacristão a serviço da comunidade[2][3];
- Comunidade de Saigão: Os seus superiores perceberam o esforço exaustivo que o rapaz estava fazendo e decidiram transferi-lo para Saigon para que ele pudesse ter um repouso, já que a comunidade de Hanói era numerosa e a de Saigon era diminuta, então em sete de fevereiro de 1950 ele embarcou em um avião para Saigon, onde permaneu por dois anos e progredia visivelmente no amor ao próximo e principalmente a Deus[2][3];
- Comunidade de Da Lat: A comunidade de Da Lat era visivelmente linda, os europeus reconheciam no horizonte da localidade muitas semelhanças com os alpes suíços. A sua beleza era inspiradora, o clima tinha um frescor que refrescava a alma, era uma poesia enxergada pelos olhos, um pequeno paraíso na terra e foi neste lugar que passou os seus últimos anos no Vietnã do Sul. Ele viveu na enorme comunidade da casa do estudantado, com inúmeros estudantes e justamente ali naquele jardim esculpido por Deus, que no dia 8 de setembro de 1952 ele fez a sua profissão perpétua[2][3].

Os seus irmãos de Hanói o chamaram de volta, em julho de 1954 o Vietnã do norte declarou-se comunista e os católicos fugiram em massa para o Vietnã do Sul, isso fez com que a comunidade de Hanói antes numerosa passou a ser mantida por alguns redentoristas que bravamente ali ficaram para cuidar dos cristãos que se agruparam na paróquia. O irmão Marcel foi um desses bravos redentoristas tanto que se ofereceu como voluntário para residir em Hanói, na época com 26 anos de idade e 9 como religioso. Ali ele demonstrou piedade, perfeito equilíbrio emocional, uma dedicação ao trabalho admirável e não se abalava perante os sacrifícios diários. Assim como uma vez Santa Teresinha disse:
"Parece-me que agora nada me impede de levantar voo, pois não tenho mais grandes desejos a não ser o de amar até morrer de amor. Santa Terezinha do Menino Jesus." (Santa Teresinha).
Ele assim que retornou a Hanói afirmou em várias ocasiões que estava disposto a sofrer todos e quaisquer tomentos até mesmo o martírio e sofreria tudo por amor a Deus.

### Prisão e martírio
Para a manutenção da comunidade ele precisou ir ao mercado da cidade, era 7 de maio de 1955, e logo mais na rua ele ouve pessoas discutirem contra o governo do Vietnã do  Sul. As pessoas que ali discutiam acusavam os governantes do Sul dos piores abusos de poder. Logo ele secamente quebra aquele discurso fraudulento com a sua própria voz que ecoou nos ouvidos dos presentes:
"Eu estou chegando do Sul. E eu posso lhes dizer que esse governo não agiu de tal forma..." (Marcel Van).
Um silêncio esmagador erguesse nos próximos momentos e logo estaria passando dias a fio nos escritórios da Segurança do regime comunista vietnamita, do norte. O bravo redentorista foi submetido das sete horas à meia noite a interrogatórios enfadonhos e exaustivos. Era como se não fosse terminar nunca, tudo para fazer-lhe confessar ser um inimigo do regime. Mesmo quebrado de cansaço ele resistiu com coragem, rezava continuamente. Tanto que uma jovem senhora, advogada, que assistiu o processo fez a seguinte observação:
"Uma tal força de alma em um jovem como o Irmão Marcelo é o testemunho da extraordinária vitalidade do espírito católico” (Advogada).
Não demorou muito para levá-lo para a prisão central de Hanói, afinal de contas os comunistas, diante da resistência heróica do irmão do Marcelo, perderam quaisquer esperanças que nutriam em conseguir uma confissão falsa vinda de sua parte. Neste período existem algumas cartas do Irmão Marcel que foram trazidas através de prisioneiros libertos, inclusive uma das cartas endereçadas a sua irmã ele diz:
“Na prisão, como no amor de Jesus, nada pode retirar-me a arma do amor. Nenhum sofrimento é capaz de apagar o sorriso carinhoso que deixo transparecer habitualmente no meu rosto emagrecido. E para quem é o carinho do meu sorriso, se não para Jesus, o meu Bem Amado?” (Marcel Van).
E segue a carta dizendo:
“Só me resta o amor e, com o amor, uma vontade heroica. Sou a vítima do Amor e o Amor é toda a minha felicidade, uma felicidade indestrutível” (Marcel Van).
Enquanto que para qualquer um estar feliz naquela prisão análoga ao inferno seria praticamente impossível, de alguma forma o irmão Marcel estava inundado com uma alegria que claramente era sobrenatural como se Jesus o nutria com bom ânimo. Ele era muito caridoso para com os outros prisioneiros, era o consolo dos prisioneiros, com suas palavras, ações e inclusive compartilhava com os detentos os seus alimentos, suas roupas, remédios e até dinheiro assim como um São Maximiliano Maria Kolbe em Auschwitz. A sua pena por defender a verdade foi de 15 anos de prisão.

Ele escreveu à irmã Anne Marie que tinha partido para o Canadá e lhe escreve:
“Depois de ter estado preso durante cinco meses, numa cela obscura, que as pessoas chamam de ‘San lim’, foi-me permitido sair para o campo exterior, melhor arejado. Vários irmãos estavam detidos comigo, mas agora eles foram dispersos em outras regiões e eu ignoro em que eles se tornaram.” (Marcel Van).
E também escreveu pedindo oração:
“O inimigo pode destruir meu corpo, mas ele não pode abalar minha vontade. Ore muito por mim, para que eu tenha a coragem de lutar com ardor até o fim” (Marcel Van). 
Quando ele foi transferido para o  campo de Mochen ele ainda tinha acesso as cartas e escreveu o seguinte:
“Desde que cheguei aqui, o meu trabalho se assemelha ao encargo de um padre de paróquia. Fora das minhas horas de trabalho forçado, devo receber as pessoas e aconselhá-las. Todos me procuram, pensando que sou um homem incansável. Vêem que sou fraco, mas onde podem encontrar consolo? Então, é bem necessário que eu me doe” (Marcel Van).
E também o seguinte:
“Agradeço de coração a Deus. Estes meses de prisão não causaram qualquer prejuízo à minha vida espiritual. Muito frequentemente Deus me faz ver que é a sua vontade que estou realizando aqui. Diversas vezes pedi que me viesse buscar... A cada vez parecia-me que Ele respondia: ‘Caro filho, pense em todas estas almas que o procuram em busca de consolação, que distribuo por seu intermédio. A quem iriam e como eu chegaria a elas, se você não estivesse aí?’ E só posso responder com uma palavra: Meu Deus, quero obedecer-te em tudo” (Marcel Van). 

#### Transferência para o campo de Yen Binh e martírio
Em agosto de 1957 ele foi transferido para Yen Binh, cerca de 150 km a nordeste de Hanói. Ele tentou empregar uma fuga, mas foi capturado, espancado e posto em uma solitária, que ficou por fatídicos dois anos e com isso ficou altamente deficiente em vitamina B1, foi declarado como "irrecuperável". Perdeu o direito de visitas, do correio, e de ver a luz do dia, mas não foi privado de estar em conta(c)to com Nosso Senhor Jesus Cristo e nem com Santa Teresinha.
Os seus últimos dois meses de vida ele estava incomunicável, mas outros prisioneiros que tiveram contato com ele neste período testemunharam que ele irradiava fé como uma fonte viva, era somente paz e alegria. Embora enfraquecido pelas doenças, beribéri e tuberculose, o seu  espírito estava forte como um touro, mas acabou por falecer ao meio-dia com 31 anos de idade, no dia 10 de julho de 1959, assistido pelo Padre Vinh, Vigário Geral de Hanói.

## Conversas com Jesus
No prefácio das Conversas, livro de suas cartas, o Cardeal Christoph Schönborn escreveu sobre seu valor espiritual e doutrinário. Embora lembre ao leitor que é prerrogativa da Igreja autenticar tais acontecimentos, ele afirma que: 
“A mensagem que o pequeno Van nos transmite é de uma exatidão teológica e espiritual que ultrapassa em muito seu próprio conhecimento intelectual” (Cardeal Christoph Schönborn). 
Resumindo a mensagem geral das Conversas, Schönborn diz que o que:
"No cerne da experiência e mensagem do pequeno Van: sua confiança ilimitada naquele que é o Amor." (Cardeal Christoph Schönborn).

### A humildade e o diretor espiritual
Em uma de suas conversas com Jesus ele lhe fala diretamente em relação ao seu diretor espiritual:
“Meu filho, agora te recomendo isto: nunca tenhas medo de teu diretor espiritual… Teu diretor é como o vínculo que une estreitamente teu amor ao meu… Não temas ter que manifestar-lhe tudo que se passa em ti, e inclusive meu amor por ti” (Jesus Cristo).
Em algum ponto da conversa Nosso Senhor ressaltou a humildade:
“Tua formação para a humildade não é tua, é do teu diretor. Da mesma forma como estás unido comigo, deves estar unido também com ele… Teu diretor sou Eu mesmo, é o Meu Espírito. A única coisa que tens que fazer é esquecer-te de ti mesmo para aceitar as decisões de Meu Espírito. Eis aqui o que é a humildade” (Jesus Cristo).

### As crianças não batizadas
Nas Conversas, Marcel Van afirma que Jesus Cristo deu algumas pistas para a solução do antigo debate católico sobre o tema das crianças não batizadas:

Nosso Senhor lhe disse:
"Lembra-te bem. Quando a inteligência das crianças ainda não está desenvolvida, o mesmo se aplica à vontade. A inteligência é usada para perceber se uma coisa é boa ou má e a vontade é usada para agir de acordo com o que a inteligência discernir. Estas duas faculdades são essenciais, e são essas faculdades essenciais que faltam aos pequeninos. Por isso, é necessário que uma outra vontade se instale no coração destes pequeninos. Se esta vontade agir de acordo com o bem, é equivalente as criancinhas agindo dessa maneira por sua própria vontade.
Porém, para que essa vontade se manifeste, ela deve agir de acordo com o bem, com a própria verdade. Se isso agir de maneira oposta ao bem, à verdade, não produzirá nenhum efeito.
Você deve colocar sua vontade dentro do coração das crianças. Desta forma, eles também pertencerão à Santa Igreja. Caso venham a morrer antes de atingir o uso da razão, eles irão, no entanto, ascender ao Céu Comigo, pois terão sua vontade com eles. Você tem vontade de acreditar em tudo o que a Santa Igreja lhe ensina a acreditar e também tem vontade de Me amar. Por isso, as crianças compartilharão a sua vontade e suas almas pertencerão à Santa Igreja e a Mim em sua totalidade. Essas crianças podem não saber nada, mas dentro delas reside a vontade de outra pessoa que sabe e, embora possam não saber, elas compreenderão.
Você entende isso, irmãozinho? Ofereça-me a sua vontade e eu a colocarei nas almas das crianças na terra. Doravante, você pode ter certeza de que todas as criancinhas já pertencem a Mim.
Irmãozinho, esta noção de vontade que eu revelei a você não era conhecida até agora. As criancinhas sempre foram salvas dessa maneira, sem que o homem jamais percebesse. Venha irmãozinho, acabe com sua tristeza e seja alegre. Você é o apóstolo das crianças. Era necessário que você soubesse disso.

As crianças salvas desta maneira são batizadas no próprio Amor. Eles podem confessar sua fé no amor. Este ato de amor é realizado pela vontade. " (Jesus Cristo).

### Amizade com Jesus e Santa Teresa
Aqui estão alguns trechos de seus escritos, tirados de suas conversas com Jesus. Vejamos as suas palavras sobre a sua vocação pessoal e depois o que Jesus lhe disse sobre os sacerdotes.

#### O apóstolo do amor
Certa vez em uma de suas conversas com Jesus diz:
"No céu, vou dar-lhe a missão de ajudar a sua irmã mais velha, Teresa, a inspirar o mundo a confiar no meu amor" (Jesus Cristo).
E Santa Teresinha como uma irmã zelosa o disse:
"Irmãozinho, alegra-te e alegra-te por teres estado entre os 'Apóstolos do Amor de Deus' que têm o privilégio de estar escondidos no coração de Deus para ser a força vital dos Apóstolos missionários. Oh, irmãozinho, pode haver felicidade maior do que essa? (…) Você, irmãozinho, sempre terá a função de ser o apóstolo oculto do Amor". (Santa Teresinha)

#### Padres
O irmão Marcel num ímpeto de curiosidade perguntou a Jesus:
"Menino Jesus, diga-me por que você ama tanto os padres? Cada vez que você fala sobre eles, vejo que você demonstra o maior respeito por eles!" (Marcel Van).
E Jesus o responde:
"É porque os padres são realmente outros para mim. Sua dignidade supera a de ser minha mãe. A dignidade de nossa Mãe Maria não é igual à dos sacerdotes. Porém, Maria é mais poderosa, pois ela é minha Mãe; portanto, os padres sendo meus outros seres também são filhos de Maria. No céu, a alma de um sacerdote será objeto de veneração de todos os santos, incluindo nossa Mãe Maria. Irmãozinho, você já está muito cansado, não é? Descanse um pouco. Você vai escrever outra hora". (Jesus Cristo).

Em relação aos padres que vivem na iniquidade Jesus disse ao pequeno apóstolo do amor:
“Muitos padres usam meu nome para conduzir muitas almas à perdição. Ore por esses padres. Ainda os amo e espero por eles. Meu filho! Me ame no lugar deles ... ” (Jesus Cristo).
Ainda sobre, Nosso Senhor disse:
“Uma coisa, porém, me consola um pouco, é que muitos padres ainda sabem me amar ... Na verdade, esses padres formam ao meu redor um escudo que me protege das fundas de padres infiéis ... Tenho predileção por esses bons padres, Eu fico de olho neles e me regozijo com eles. Nunca deixo de ser seu guia e seu apoio. Eu faço tudo que posso para mimá-los. Eles estão sempre ao meu lado, nunca se afastando de mim. Meu filho, procure esses padres!" (Jesus Cristo).

#### As dores de Cristo
Jesus revela ao pequeno rapaz as suas dores o dizendo:
"Meu filho, pequeno apóstolo do meu amor, se eu pudesse mostrar-lhe a dor que os padres me causam todos os dias com seu comportamento para comigo, talvez você me pedisse para punir esses padres na hora. Apóstolo do meu amor, procura rezar e fazer pequenos sacrifícios para consolar o meu amoroso Coração. Ó meu filhinho, se os próprios padres se rebelam contra mim, onde o meu amor buscará consolo? Reze, minha filha, reze como se você mesma tivesse que sofrer meu triste destino". (Jesus Cristo).
E acrescentando:
"Pequeno apóstolo do meu amor, para escapar das fundas e flechas dos pecadores, refugio-me junto dos padres, imploro a sua ajuda e depois lhes peço que consolem o meu amor abandonado. Ai de mim! Existem alguns entre eles que me tratam com naturalidade e me expulsam, o que significa que não é apropriado que eu lhes mostre meu amor e que minhas palavras de amor são exageradas. Por causa dessa conduta, as almas a eles confiadas perdem a confiança em mim. Pequeno apóstolo do meu amor, nada penetra mais no meu coração do que ver que as pessoas perdem a confiança em mim. Em tal situação, devo retirar-me para as pequenas almas e, uma vez ali instalada, reconheço-as como minhas noivas e tomo-as ao meu serviço e dou-lhes a dignidade de mães das almas que desejo salvar. Dou-lhes marcas de amor, até lhes dou a oportunidade de conhecer o meu infeliz destino..." (Jesus Cristo).
Jesus lhe faz um pedido:
"Você deve rezar hoje pelos padres; devemos lembrar aqueles padres que se afastaram do Amor e que andam descalços na lama do pecado ... Ó meu irmãozinho, fica hoje junto à cruz, beija-me os pés e continua a repetir:“ (Jesus Cristo).
E ele o Responde:
"Ó Jesus, eu te amo pelos sacerdotes que não te amam. Deixe o seu Amor penetrar livremente no coração mais íntimo dos sacerdotes.” (Marcel Van).

#### Revelação
Jesus o revela o prelúdio de seu martírio:
"Amiguinho do meu amor, como sou um com você, você deve sofrer como eu sofri com as atrocidades que me infligiram. Para consolar o meu amor e expiar os pecados que os padres nunca cessam de cometer contra mim, aceite de bom grado os sofrimentos que te mando, num momento em que deveria te enviar alegria e doçura". (Jesus Cristo).
Em relação ainda ao sofrimento Jesus lhe pede:
"Peço-vos que suportais estes sofrimentos com o único propósito de vos associar a mim na obra da santificação dos sacerdotes, para que, de acordo com a sua vocação, trabalhem com ardor pelo reino do Amor no coração dos homens". (Jesus Cristo).

#### Infância espiritual
Santa Teresinha, doutora a igreja, tratou muitas vezes sobre a infância espiritual e o seu irmãozinho era sim um jovem com espírito de criança, tanto que em  8 de abril, dia e São Dionísio de Corinto, em quanto ele fazia a sua refeição perguntou a Nosso Senhor se ele já tinha comido bananas:
“Pequeno Jesus, alguma vez comeste banana?" (Marcel Van).
Jesus respondeu com uma risada: 
“Marcel, não vim à terra para comer” (Jesus Cristo). 
Mas então, respondendo ao desejo do rapaz, acrescentou em tom mais educado:
“Nunca comi banana e ainda tem muita coisa que você come que eu não comi. No entanto, agora, quando você come alguma coisa, é como se eu mesmo estivesse comendo, já que somos um.” (Jesus Cristo).
Quando ele ouviu Nosso Senhor Jesus falar assim, ficou muito feliz e o Cardeal Christoph Schönborn, no livro Conversas, transcreve que Marcel ficou com uma alegria tão abrasadora que comeu duas bananas.

## Beatificação
O processo  de sua beatificação foi aberto em 26 de março de 1977 na diocese de Belley-Ars. O cardeal François-Xavier Nguyên Van Thuân foi o primeiro postulador da causa. O autor da causa de beatificação é a associação "Os amigos de Marcel Van".